# El Maderal
El Maderal es un municipio de la comarca de La Guareña ubicado en la provincia de Zamora, perteneciente a la comunidad autónoma de Castilla y León, España.
Es parte del territorio histórico del antiguo Reino de León, concretamente de su frontera con el Reino de Castilla. Este hecho determinó la fundación de El Maderal a finales del siglo XII como retaguardia de la frontera leonesa del río Guareña.

## Geografía

### Ubicación
El Maderal se encuentra situado en un pequeño valle conformado por el arroyo Talanda y varios arroyos estacionales afluentes que convergen en el centro del pueblo. El casco urbano se sitúa a media ladera de una colina que desciende bruscamente hasta el arroyo.
Su término municipal abarca una superficie de 29,71 km², lindando con los términos municipales de Villamor de los Escuderos, Argujillo, Fuentespreadas,  Cuelgamures, El Cubo del Vino y Topas, este último ya de la provincia de Salamanca.
| Noroeste: Cuelgamures             | Norte: Fuentespreadas        | Noreste: Argujillo                 |
| Oeste: Urbanización de Valparaíso |                              | Este: Guarrate                     |
| Suroeste El Cubo del Vino         | Sur: San Cristóbal del Monte | Sureste: Villamor de los Escuderos |

### Hidrografía

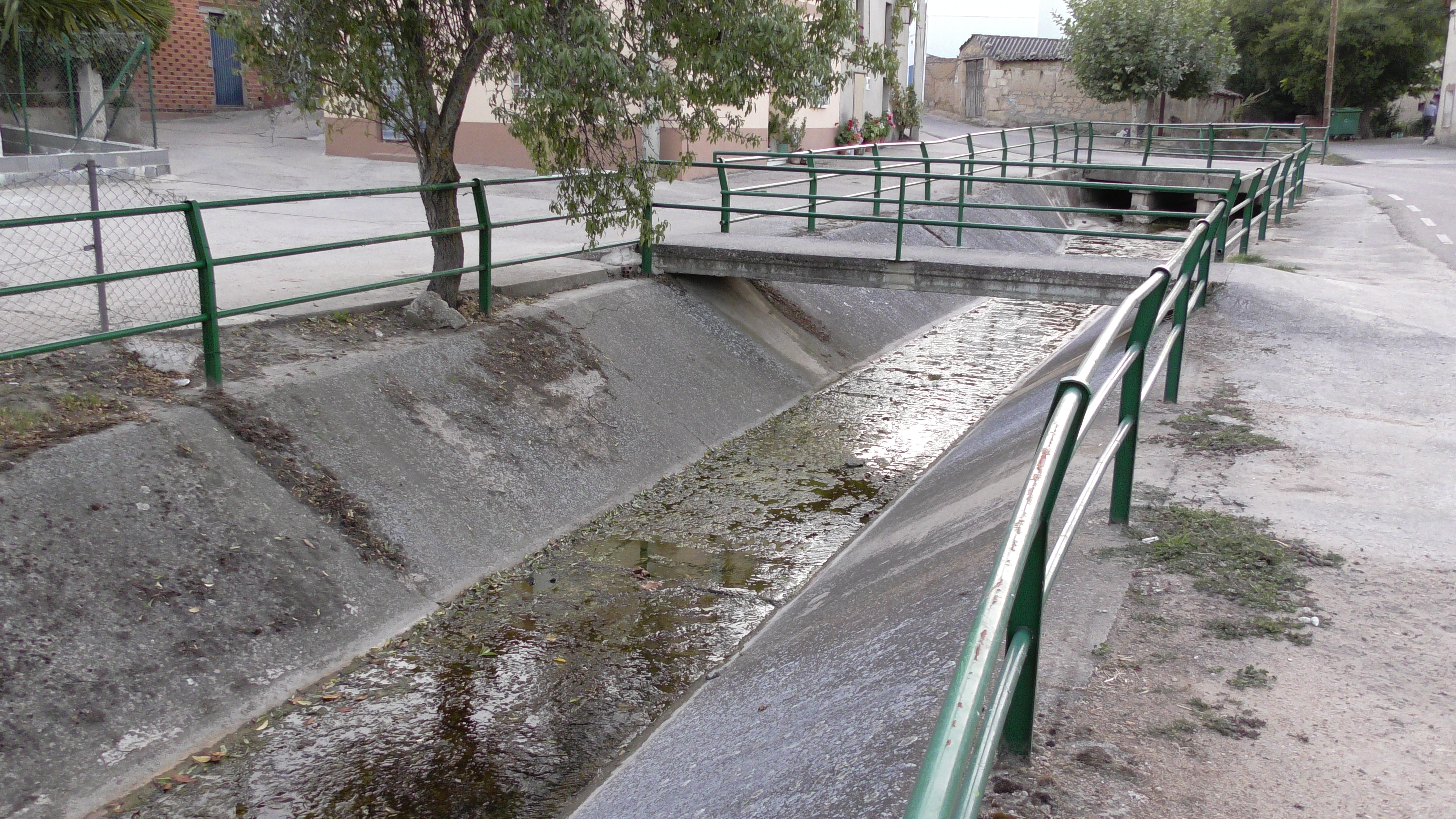
Arroyo Talanda canalizado.

El principal curso fluvial es el arroyo Talanda, afluente del Duero, cuyo nacimiento se produce a las afueras del pueblo. Varios pequeños wadis desembocan al Talanda en el mismo centro de la población. 

## Historia

### Edad Media
La localidad actual tiene sus orígenes en las repoblaciones interiores leonesas de mediados del siglo XII. La primera mención escrita aparece en un documento jurídico fechado en el año 1185, durante el reinado de Fernando II de León, monarca que acometió una intensa reorganización de los territorios situados al sur del Duero. En su casco urbano se asentó una pequeña judería, siendo una de las escasas poblaciones de Zamora cuya población judía está atestiguada en las fuentes.

### Edad Moderna y Contemporánea

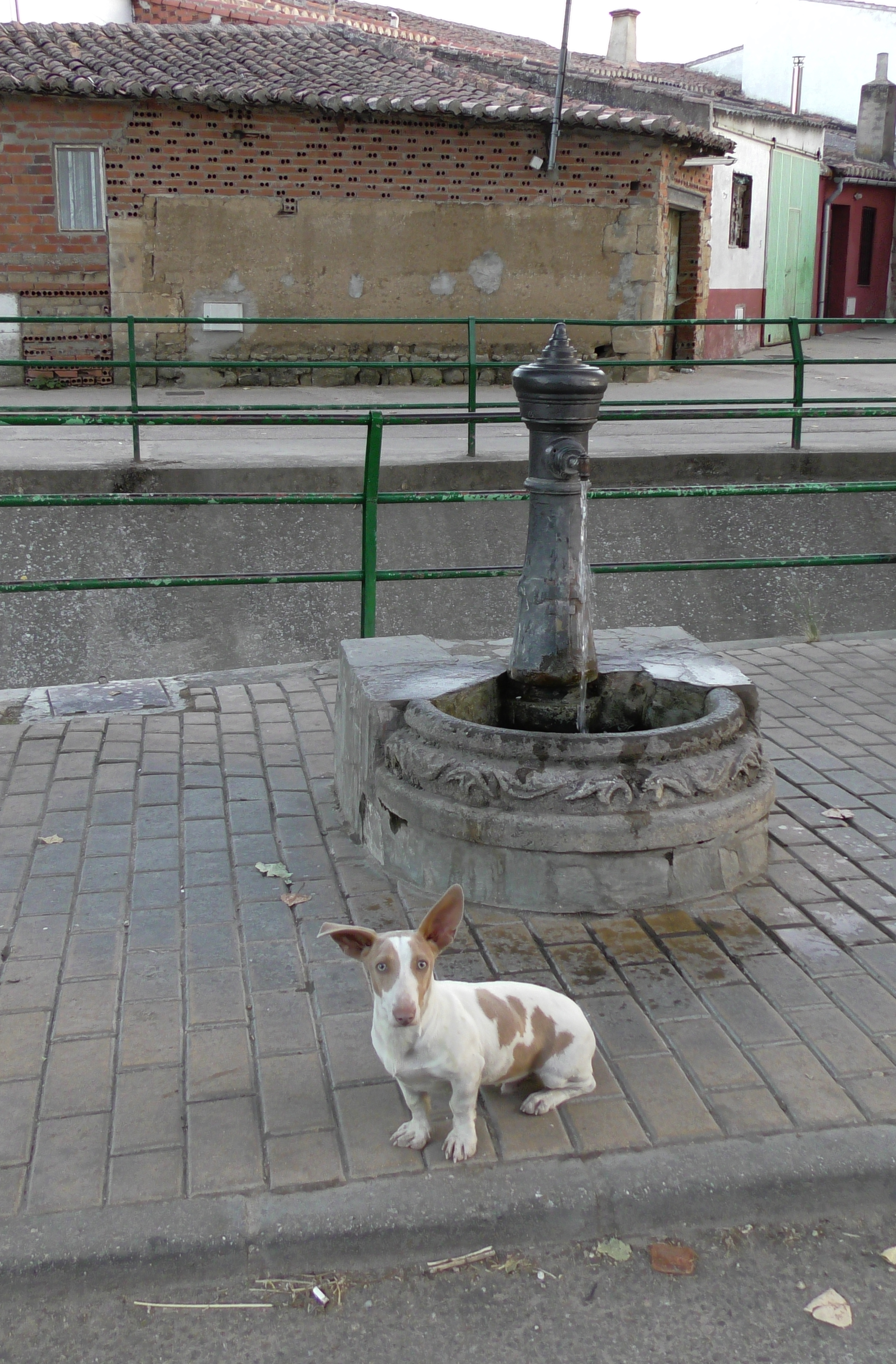
Fuente canalizada de manantial.

Durante la Edad Moderna, El Maderal estuvo integrado en el partido del Vino de la provincia de Zamora, tal y como reflejaba en 1773 Tomás López en Mapa de la Provincia de Zamora. Así, al reestructurarse las provincias y crearse las actuales en 1833, El Maderal se mantuvo en la provincia zamorana, dentro de la Región Leonesa, integrándose en 1834 en el partido judicial de Fuentesaúco, dependencia que se prolongó hasta 1983, cuando fue suprimido el mismo e integrado en el Partido Judicial de Zamora.

MADERAL (EL):
Villa con ayuntamiento en la provincia y diócesis de Zamora (5 leg.), partido judicial de Fuente Sauco, audiencia territorial y c. g. de Valladolid: SIT. en la falda de un monte, su clima es frío, pero sano; sus enfermedades más comunes son algunas tercianas. 
Tiene unas 430 casas, escuela de primeras letras dotada con 300 reales y una fanega de trigo o más, por cada uno de los 70 niños de ambos sexos que la frecuentan; igl. parr. (la Magdalena), servida por un cura de primer ascenso y presentación del Conde de la Oliva y del pueblo alternativamente, y en caso de no convenirse en los votos, la decisión es de aquel, y buenas aguas potables. 
Confina N. Fuentes Preadas, Cuelgamures; E. Villamor y S. San Cristóbal del Monte, O. el Cubo, todos a 4 leg. con corta diferencia. 
El terreno es quebrado y de mediana calidad, y le fertilizan las aguas de dos arroyos que se unen en el centro del pueblo. Hay 4 alamedas con arbolado de chopo y negrillo, y algunos prados naturales. 
Los caminos dirigen a los pueblos limítrofes y a Medina del Campo. Recibe la correspondencia de Fuentesauco.
Prod.: trigo, centeno, cebada, legumbres y vino; cría ganado vacuno, lanar y cabrío, y caza de perdices y liebres. 
Pobl.: 426 vec., 509 almas, CAP. PROD.: 340.283 rs. IMP.: 30.296. CONTR.:9.584 rs. 2 mrs.
El presupuesto municipal asciende a 8.807 reales, cubiertos del fondo de propios y el déficit por reparto entre los vecinos.
Diccionario geográfico-estadístico-histórico de España y sus posesiones de Ultramar (1845-1850)

## Geografía humana

### Demografía
Cuenta con una población de 169 habitantes (INE 2024).

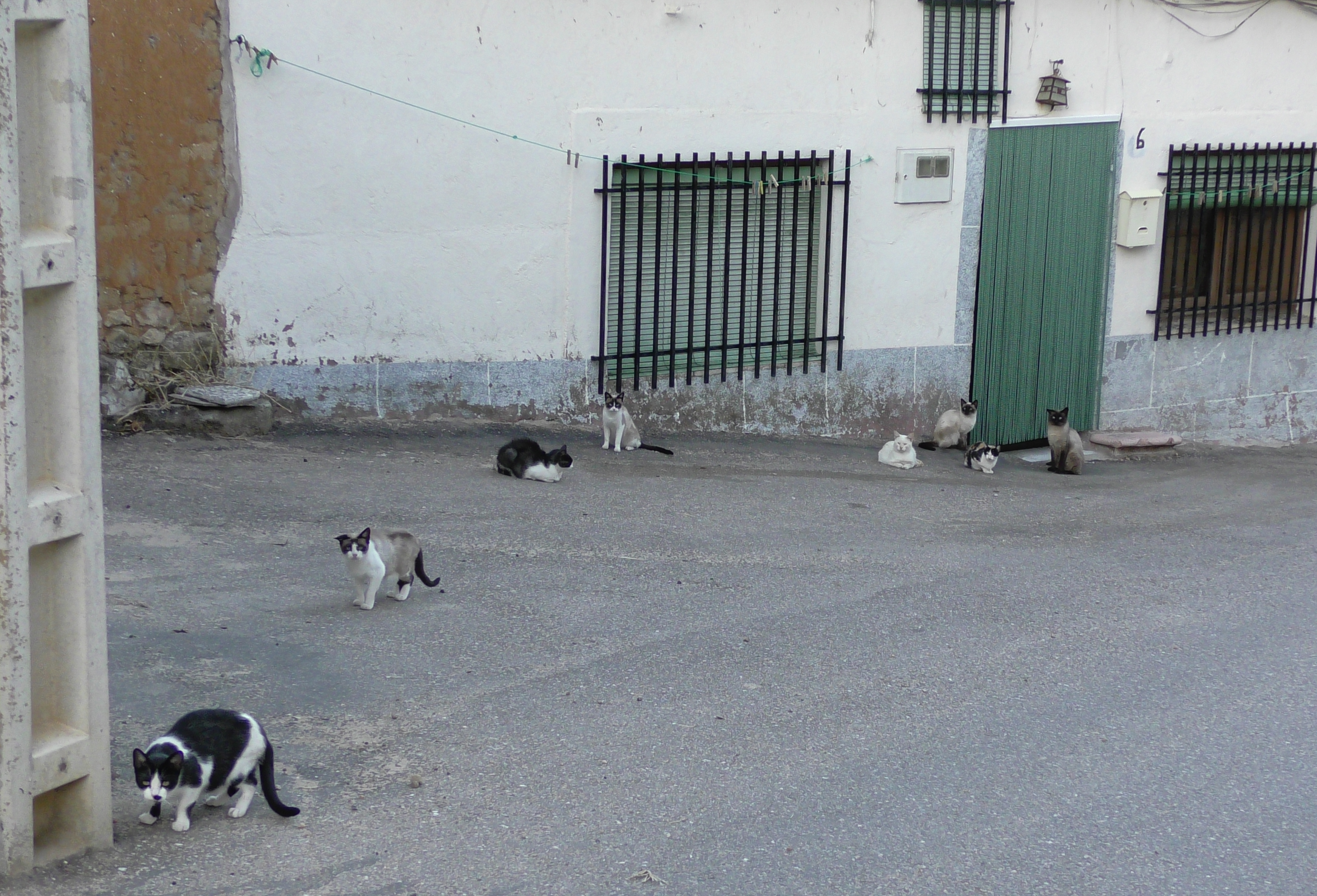
Grupo de gatos junto a la iglesia del pueblo.

| Gráfica de evolución demográfica de El Maderal entre 1842 y 2021                                                      |
| |
| Población de derecho según los censos de población del INE. Población de hecho según los censos de población del INE. |

| 509                | 600 | 635 | 676 | 748 | 728 | 763 | 746 | 711 | 705 | 658 | 676 | 617 | 441 | 357 | 321 | 307 | 302 | 295 | 284 | 281 | 269 | 283 | 262 | 267 | 258 | 242 | 233 |
| (Fuente: INE 2011) |     |     |     |     |     |     |     |     |     |     |     |     |     |     |     |     |     |     |     |     |     |     |     |     |     |     |     |

### Transporte y comunicaciones

#### Carreteras
Red de carreteras
| Identificador | Denominación                                                      | Itinerario                                                              |
| ------------- | ----------------------------------------------------------------- | ----------------------------------------------------------------------- |
| ZA-602        | Carretera autonómica. Red complementaria local de Castilla y León | Comunica El Maderal con Villamor de los Escuderos y El Cubo del Vino.   |
| ZA-L-2103     | Carretera provincial. Diputación de Zamora                        | Comunica El Maderal con San Miguel de la Ribera, Argujillo y la ZA-602. |

## Patrimonio Monumental

### Iglesia de Santa María Magdalena

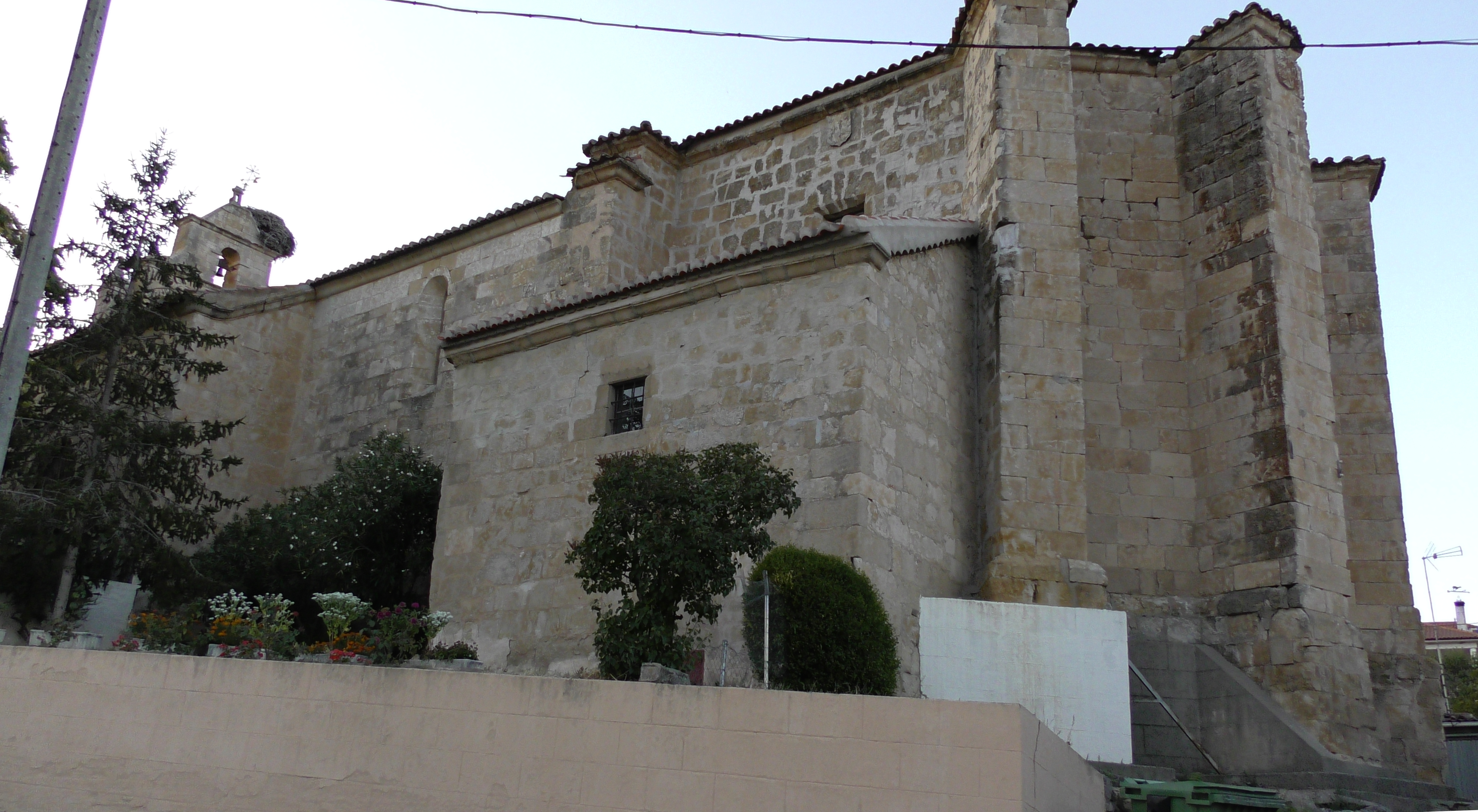
Iglesia parroquial.

Iglesia parroquial dedicada a Santa María Magdalena. Es de traza principalmente Gótica